# Dr Calypso
 (juillet 2018).
Si vous disposez d'ouvrages ou d'articles de référence ou si vous connaissez des sites web de qualité traitant du thème abordé ici, merci de compléter l'article en donnant les références utiles à sa vérifiabilité et en les liant à la section « Notes et références ».
Dr Calypso est un groupe de ska Espagnol, originaire de Barcelone

## Biographie

### Albums
- Dr. Calypso (Maquette Autoproduite, 1990). cassette.
- Original Vol. 1 (Tralla, 1993). CD et LP.
- Toxic Sons (Operative Productions, 1996). CD et LP.
- Barbarossaplatz (K. Industria, 1999). CD. Edité en LP par Grover Records en 2000.
- On Tour (K. Industria, 2000). CD.
- Mr. Happiness (K. Industria, 2003). CD.
- Early Years (2004). Double CD de titres datant de 1990 à 1996.
- The Best of Dr. Calypso (Grover, 2004)..
- Sempre Endavant (2013). CD.

### Singles
- Maria (Capità Swing, 1995).
- Toxic Remixes (Operative Productions, 1997). CD-Single.